# Университет Западной Македонии
Университет Западной Македонии (греч. Πανεπιστήμιο Δυτικής Μακεδονίας) университет расположен в западной Греции в городе Козани. Был основан в 2002 году.

## Факультеты
- Педагогический факультет
  - Начальное образование
  - Дошкольное образование
- Инженерный факультет
  - Машиностроение
  - Информатика и телекоммуникации
- Независимые Департаменты
  - Балканистика
  - Прикладное и изобразительное искусство